# Waldo Sanhueza
Waldo Sanhueza Carrasco (* 23. März 1900 in Concepción; † 3. Februar 1966 in Santiago de Chile) war ein chilenischer Fußballspieler und -trainer. Der Mittelfeldspieler war besonders als Präsident und Trainer erfolgreich. 

## Vereinskarriere
In seinen Anfangsjahren spielte Waldo Sanhueza beim lokalen Verein Ibérico Balompié und wechselte 1920 zu Gold Cross. 1926 kam der Mittelfeldspieler in die Hauptstadt zu Unión Española. 1927 schloss er sich der Amerika-Europa-Tour des CSD Colo-Colo an und blieb auch nach der Tour Spieler bei den Albos. Er wurde nach seiner Karriere Trainer und Präsident des Klubs und später zum Director Honorario de Colo-Colo ernannt. Auch beim CD Santiago Morning, wo er vier Jahre lang Präsident war, wurde er als Presidente Honorario ausgezeichnet.
1950 stand Waldo Sanhueza gemeinsam mit Ferenc Plattkó an der Seitenlinie der chilenischen Nationalmannschaft und coachte diese in vier Freundschaftsspielen.